# Pionierki
Pionierki – obuwie skórzane, za kostkę, przeznaczone do turystyki. Zwykle na głęboko żłobionej podeszwie typu wibram. Popularne wśród turystów i harcerzy do końca lat 90. Wyparte przez obuwie z membranami tzw. trekingowe (np. Gore-Tex). Pionierki były charakterystycznym obuwiem noszonym przez m.in. Zbigniewa Cybulskiego.